# Jana Zupančič
Jana Zupančič, slovenska gledališka, televizijska in filmska igralka, * 7. maj 1979, Ljubljana.
Leta 2003 je diplomirala na Akademiji za gledališče, radio, film in televizijo v Ljubljani in se zaposlila v Mestnem gledališču ljubljanskem. Leta 2009 je prejela Severjevo nagrado. Nastopila je v več kratkih in celovečernih filmih ter serijah v slovenski produkciji.
Na 15. festivalu slovenskega filma je prejela vesno za glavno žensko vlogo za film Vaje v objemu, za gledališko delo pa leta 2023 nagrado Prešernovega sklada (za leto 2024).

## Zasebno življenje
Je mati treh otrok.

## Filmografija
- Nočno življenje (2016,  celovečerni igrani film)
- Dva Ena (2015,  kratki igrani film)
- Inferno (2014,  celovečerni igrani film)
- Cipercoper (2014, kratki animirani film)
- Gremo mi po svoje 2 (2013, celovečerni igrani film)
- Vaje v objemu (2012, celovečerni igrani film)
- Oči, a lahko jaz šofiram? (2011, kratki igrani film)
- Lahko noč, gospodična (2011, celovečerni igrani film)
- Gremo mi po svoje (2010, celovečerni igrani film)
- 9:06 (2009, celovečerni igrani film)
- Sonja (2007, srednjemetražni igrani film)
- Obleka (2006, študijski igrani film)
- Gverilci (2006, srednjemetražni igrani TV film)
- Quick View - Toplo-hladno (2005, diplomski igrani )film)
- Izlet (2002, študijski igrani film
- Maska (2001, TV etuda)
- Zlati prsti (2001, TV etuda)